# Novalles
Novalles je obec na západě Švýcarska v kantonu Vaud. Žije zde 101 obyvatel.

## Geografie

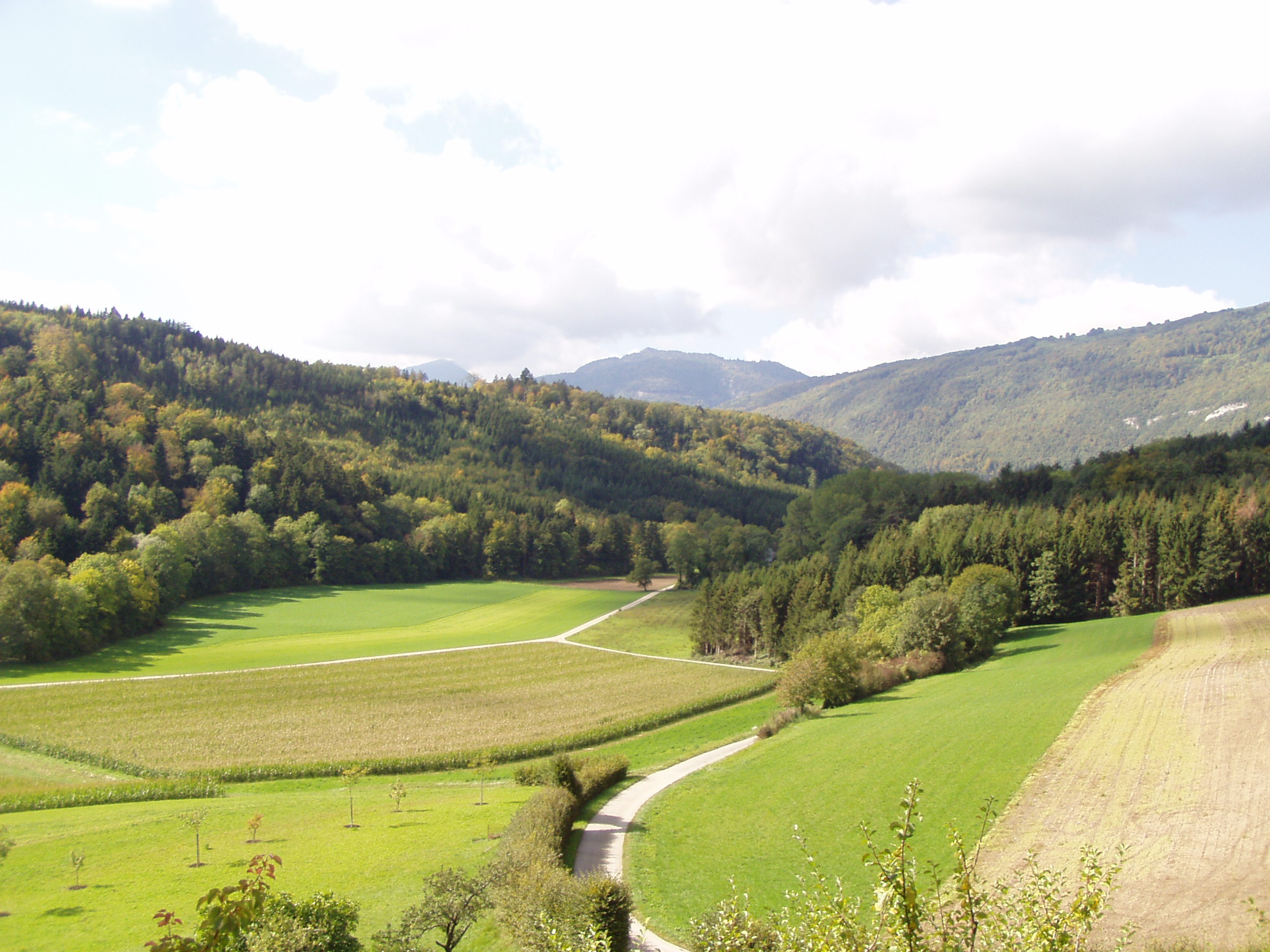
Krajina v okolí obce

Novalles leží v nadmořské výšce 571 m, vzdušnou čarou 6 km severozápadně od okresního města Yverdon-les-Bains. Zemědělská vesnice se nachází na terase na jižním úpatí Jury nad údolím řeky Arnon.
Území obce o rozloze 2,1 km² pokrývá malou část jižního svahu Jury. Území se táhne od toku řeky Arnon na sever přes terasu Novalles a nahoru po hustě zalesněném strmém svahu masivu Chasseron, zvaném La Côte, kde se nachází nejvyšší bod obce ve výšce 1060 m n. m. V roce 1997 byla 4 % území obce pokryta zastavěnou plochou, 49 % lesy a lesními porosty, 46 % zemědělstvím a necelé 1 % neproduktivní půdou.
Novalles zahrnuje několik samostatných zemědělských podniků na úpatí Jury. Celá vesnice je součástí Švýcarského kulturního dědictví. Sousedními obcemi jsou Bullet, Grandevent, Fontaines-sur-Grandson, Giez a Vugelles-La Mothe.

## Historie
První písemná zmínka o místě se objevila v roce 1179 pod názvem Novellis v listině cisterciáckého opatství Haut-Crêt. V roce 1403 se objevil zápis Novelles. Vlastnická struktura se v průběhu středověku několikrát změnila. Novalles byl částečně pod nadvládou Grandsonu, částečně pod nadvládou obce Champvent. Později se místo stalo součástí okrsku Montagne-le-Corbe v panství Grandson, který byl pod společnou vládou Bernu a Fribourgu. Po pádu Staré konfederace patřila obec v letech 1798–1803 v období Helvétské republiky ke kantonu Léman, který byl poté, když vstoupila v platnost Ústava o zprostředkování, sloučen s kantonem Vaud.
Do konce roku 1996 byla obec součástí okresu Grandson, od roku 1997 se stala částí nového okresu Jura-Nord vaudois.

## Obyvatelstvo
Z celkového počtu obyvatel je 92,9 % francouzsky mluvících, 5,1 % německy mluvících a 2,0 % italsky mluvících (k roku 2000). Populace Novalles činila v roce 1900 117 obyvatel, ale následně klesla na 68 obyvatel v roce 1980. Zejména v posledních letech však byl zaznamenán mírný nárůst populace.

## Hospodářství
Novalles stále žije převážně ze zemědělství, kde díky úrodné půdě převládá orná půda. Mimo primární sektor žádná jiná pracovní místa v obci nejsou. Někteří pracující jsou dojíždějící, kteří pracují hlavně v Yverdonu. Na řece Arnon se v minulosti nacházel mlýn.

## Doprava
Obec se nachází daleko od hlavních dopravních tahů na regionální silnici z Vuiteboeuf do Fontaines-sur-Grandson. Obec je napojena na síť veřejné dopravy poštovní autobusovou linkou, která jezdí z Yverdonu do Novalles.